# Дебогорий-Мокриевич, Иван Карпович
Иван Карпович Дебогорий-Мокриевич (ок. 1846, Подольская губерния — 1880, Курск) — деятель революционного движения в России и Герцеговине.

## Биография
Представитель шляхетского рода Дебогориев-Мокриевичей. Родился в семье отставного подполковника, подольского помещика. Старший брат Владимира Карповича Дебогорий-Мокриевича.
Обучался в Каменец-Подольской гимназии. Во время выпускных экзаменов в 1865 году участвовал в столкновении с инспектором, в результате чего был отчислен из гимназии и препровождён жандармами в имение отца в село Луку-Барскую.
В 1871 году организовал в Киеве молодёжный политический кружок. Тогда же вместе с братом Владимиром, Сергеем Коваликом, Григорием Мачтетом, Николаем Судзиловским и другими единомышленниками был в числе организаторов так называемого американского кружка, ставившего своей целью переселение его членов в Америку и основание там земледельческой коммуны.
В 1875 году был участником Боснийско-Герцеговинского восстания. После этого поселился и жил в Швейцарии. Затем вернулся в Россию и в 1876—1877 годах находился в Киеве. Продолжал заниматься политической деятельностью.
В начале 1880 года, будучи политически неблагонадежным, по распоряжению киевского генерал-губернатора был арестован и выслан в Восточную Сибирь. Содержался в Мценской пересыльной тюрьме. В августе 1880 года получил разрешение поселиться в Курске, где был под постоянным полицейским надзором.
Умер в Курске в конце 1880 года.